# Pão e Tulipas
Pão e Tulipas  (Pane e tulipani) é um filme ítalo-suíço dirigido por Silvio Soldini e lançado em 1999.
O título é inspirado de Bread and Roses, título de um poema de James Oppenheim, publicado na revista The American Magazine em dezembro de 1911, retomado como slogan durante a greve têxtil em Lawrence (Massachusetts, Estados Unidos) em 1912 para significar que os trabalhadores precisam de alimentos materiais (pão) e espirituais (rosas).

## Sinopse
Rosalba (Licia Maglietta) é uma dona de casa de Pescara, Itália, que viaja em uma excursão de ônibus com a família. Em uma das paradas do ônibus é esquecida pelos demais.
Sem dinheiro e sem bagagem pede carona, mas no caminho decide mudar de destino e ir a Veneza, a cidade de seus sonhos. Em Veneza, Rosalba tira férias da casa, filhos e marido, arruma um emprego e faz amizades. Mas seu marido logo envia um detetive que a procurará pela cidade.